# جودي ويتاكر
جودي أوكلاند ويتاكر (بالإنجليزية: Jodie Whittaker)‏ (مواليد 3 يونيو 1982) ممثلة إنجليزية، تدربت على التمثيل في مدرسة جيلدهول للموسيقى والدراما في لندن، وتخرجت في عام 2005، ومن أشهر أعمالها يوم واحد (2011).

## روابط خارجية
- جودي ويتاكر على موقع IMDb (الإنجليزية)
- جودي ويتاكر على موقع روتن توميتوز (الإنجليزية)
- جودي ويتاكر على موقع ألو سيني (الفرنسية)
- جودي ويتاكر على موقع ميوزك برينز (الإنجليزية)
- جودي ويتاكر على موقع أول موفي (الإنجليزية)
- جودي ويتاكر على موقع قاعدة بيانات الأفلام السويدية (السويدية)
- جودي ويتاكر على موقع قاعدة بيانات الفيلم (الإنجليزية)
- جودي ويتاكر على موقع كينوبويسك (الروسية)